# Древнегреческое имя
Древнегреческое имя — антропонимическая система, применявшаяся в Древней Греции.

## История имен
В табличках Линейного письма Б встречаются две серии имён. Первые — предположительно догреческого (минойского) происхождения, часть встречается так же в надписях Линейного письма А и/или имеет параллели в именах на западном побережье Малой Азии. Вторые — имена собственно греческого происхождения, например, Алексей (a-re-ke-se-u).

## Антропонимика в античную эпоху
Первоначально антропонимическая модель у древних греков была двучленной. Первый её элемент — личное имя, второй, добавляющийся для большего удобства различения отдельных людей, — имя отца в родительном падеже, то есть отчество, например, Κλέων Δίονος — Клеон, сын Диона. В более позднее время к этой обязательной двучленной модели прибавился третий элемент — указатель этнической принадлежности носителя данного имени (этника). Этот последний элемент имени образовывался от названия города, в котором данный человек имел права гражданства, или, как это было в Аттике со времён Клисфена, от названия дема (демотика). В повседневной жизни имело хождение только личное имя. Полное именование (с перечислением всех трёх элементов антропонима) встречается только в официальных документах.
Необходимость указания в официальных документах родового имени и места проживания объяснялась следующим. Первоначально родичи (анхистейс), имевшие общего родоначальника, жили в одном месте. Аристотель таким общим местом проживания рода считал деревню (кома), называя её «колонией семьи». С ослаблением родовых связей, когда понятие о родичах (геннетай) перестало совпадать с понятием о родственниках (сюнгенейс), все граждане были разделены на определённое, неизменяющееся число родов; в Аттике каждая из 12 фратрий (демов) делилась на 30 родов.
Необязательным, но часто встречающимся элементом в полной форме антропонима (особенно при именовании лица, принадлежащего к аристократическому роду) было также имя родового предка, образованное при помощи суффикса -ид(ес), например: Атрид(ес) — «сын (потомок) Атрея», Пелопид(ес) — «потомок Пелопса» или у Гомера — Диомед(ес) Тидеид(ес) — «Диомед, сын Тидея». Названные имяобразования на -идес воспринимались как поэтические архаизмы.
Наречение ребёнка именем в древнегреческой семье происходило на десятый день после его рождения. Выбор имени всегда был ответственным делом: имя служило не только индивидуальным названием человека, но выполняло также роль фамилии в современном понимании. Список имён постоянно пополнялся: словотворчество в этой области было весьма активным. Особенно часто составлялись имена, включавшие имена или эпитеты того или иного божества, милости которого приписывали рождение ребёнка или под покровительство которого отдавали новорождённого (так называемые ономата теофора). Эта группа имён может быть названа «посвятительными» или «обетными» именами, например: Феодор(ос) — «божий дар», Аполлодор(ос) — «дар Аполлона», Геродот(ос) — «дар Геры», Артемидор(ос) — «дар Артемиды» или «дар Артемиде», Диоген(ос) — «происходящий от Зевса». Другая группа имён имела значения благопожеланий ребёнку: Гелене — «светлая», Евклейя — «добрая слава», Гиерокл(ес) — «святая слава», Фемистокл(ес) — «славный справедливостью», Софокл(ес) — «славный мудростью».
Вообще большинство греческих имён были двусоставными (двукоренными), типа Мегакл(ес) — «обладатель большой славы», от которых нередко образовывались односоставные, типа Клеон — «славный», Никиас (Никий) — «победитель». Зачастую значение отдельных слов в сложных именах забывалось, тогда части различных имён компоновались в новое целое, давая новое имя, или непонятная часть имени с утраченным значением соотносилась по созвучию, то есть по звуковой аналогии, с другим, живым словом, и создавалось новое имя, составленное из древнего корня и нового. Имена с одним корнем нередко представляли собой стяжённую форму двукоренного имени, например, Агис из Агесилаос (Агесилай); с течением времени стяжённая форма сложного имени начинала существовать как самостоятельное имя. Другая группа одноосновных имён представляет собой слова, указывающие на особые (чаще всего внешние) приметы, черты человека и имеющие нередко насмешливый или «дразнящий» смысл, например: Симон — «курносый», Плато(н) — «широкий» или «широкоплечий».
Позднее сын вот этот родился у нас,

Ох, у меня и у любезной жёнушки.

Тут начались раздоры из-за имени.

Жене хотелось конно-ипподромное

Придумать имя: Каллиппид, Харипп, Ксантипп.

Я ж Фидонидом звать хотел, в честь дедушки.

Так спорили мы долго; согласясь потом,

Совместно Фидиппидом сына назвали.

Ласкала мать мальчишку и баюкала:

«Вот вырастешь — и на четвёрке, в пурпуре,

Поедешь в город, как Мегакл, твой дяденька».

Я ж говорил: «Вот вырастешь — и коз в горах

Пасти пойдёшь, как твой отец, кожух надев».
У древних греков наряду со словотворчеством в области антропонимии наблюдалось стремление сохранить имя или хотя бы часть его путём передачи потомкам. Так, несмотря на отсутствие каких-либо установленных правил передачи имени, как правило, первый мальчик в семье получал имя деда, а девочка — имя бабки. Например, отец и сын Перикла носили одно имя — Ксантипп. Начиная с эллинистического времени сын часто получал имя отца, а дочь — матери, хотя изредка такой обычай встречался и ранее: так, Демосфен был сыном Демосфена. Таким образом, внутри семьи сохранялся определённый набор имён, который мог становиться традиционным для данной семьи. Иногда ребёнка называли именем его дяди или кого-нибудь из друзей. Случалось даже, что для имени брали название какого-нибудь иностранного народа. Так, Кимон назвал своих сыновей Лакедемонием (от Лакедемон), Элеем (от Элида) и Фессалом (от Фессалия).
Родители охотно выбирали для своих детей имена, находящиеся в связи с их собственной профессией или с той, которую они предназначали для своих детей. Отсюда — те совпадения значения имён греков с талантами, сделавшими их знаменитыми (Перикл — «тот, чья слава широко распространена»; Демосфен — «сила народа»). Эти совпадения особенно часто наблюдались у художников, наследовавших обыкновенно занятия отца (Херсифрон, Хирисоф(ос), Эвхир(ос), то есть «одарённый искусными руками»).
Имя могло выполнять функции оберега (др.-греч. ἀποτρόπαιος): детям давались «плохие», с нашей точки зрения, ругательные имена, поскольку считалось, что это сделает их непривлекательными для злых духов и отвратит сглаз. Так, имя Эсхр(ос) происходит от прилагательного αἰσχρός — «гадкий», «уродливый».

## Имена рабов
Рабы в Древней Греции получали только одно имя, которое в большинстве случаев указывало уже своим значением на зависимое положение или на происхождение (этническую принадлежность) раба. Иногда значение рабского имени отражало физические качества раба или давало его нравственную характеристику.
Пройдоха-раб — это один из самых распространённых типов персонажей у древнегреческих комедиографов. Имена этих персонажей указывают на их различное происхождение, и в связи с тем, насколько часто употребляются те или другие имена, можно приблизительно установить пропорцию каждой страны в доставке рабов. Это название той самой страны, откуда они происходят: Фракка — женщина из Фракии; Лид, Фриг, Сирвот — наиболее обычные имена; немного реже — Килике, Миз, Дориас; имена Гета и Дав (человек из Дакии) очень употребительны в более позднюю эпоху; имеются имена действительно национальные: таковы Манес, указывающий на лидийца, Мидас — на фригийца, Тибий — на пафлагонца, Карион — на карийца.
Прибавление к личному имени патронимикона («отчества») было одним из отличительных признаков именно свободных граждан. Присваивать себе прозвище, свидетельствующее о принадлежности к тому или иному полису, не имея на то законных прав, значило совершить проступок, за который сурово наказывали.

## Русская транскрипция
В русском языке не существует единообразного подхода к транскрибированию древнегреческих имён. Одно и то же имя может иметь несколько вариантов звучания. Это связано с тем, что имена проникали в Россию двумя путями: через Византию и — в латинизированной форме — через Западную Европу, притом что произносительные нормы в греческом языке в византийское время и в поздней латыни, откуда их заимствовали западноевропейские языки, были различными. В результате в русском языке в произношении древнегреческих антропонимов часто возникало дублирование, например:
- В древнегреческом языке существовало придыхательное θ (тэта), которое в Византии стало звучать как φ и в старой русской орфографии передавалось через упразднённую со временем фиту. В западноевропейских языках этот звук сохранился в графике в виде th, хотя и в немецком и французском произносился как простое t. Отсюда такие разночтения, как Эгист и Эгисф.
- В древнегреческом языке не было звука, соответствующего русскому ц, и автор «Одиссеи» знал Кирку и киклопов, а отнюдь не Цирцею и циклопов. В греческом произношении к так и сохранилось, а в латинском примерно к концу IV века н. э. к перед е и i стало произноситься как ц и в таком виде перешло в новые европейские языки.
- Придыхание над начальным гласным слова, типа немецкого h, обязательное в древнегреческом языке, на Руси не сохранилось, а в графике западноевропейских языков получило отражение в виде h, которое в русском передавали через г. Так возникли варианты Гомер и Омир, Геракл и Иракл, Эрмий и Гермес.
- В древнегреческом языке интервокальное s звучало глухо, а в западноевропейских языках оно озвончилось. Так появились варианты Тесей и Тезей, Сисиф и Сизиф.
- Звук, обозначавшийся в древнегреческом буквой η (эта), в Византии произносился как русское и, а в западноевропейских языках сохранилось написание и произношение через е. Так в русском языке появилось расхождение между Димитрием и Деметрой.
- Окончание имён в одном случае исходят из формы именительного падежа, в другом — из основы косвенных падежей (Калхас и Калхант, Пелопс и Пелоп). В древнегреческих именах с окончанием -ος его то сохраняют, то отбрасывают (Кронос и Крон). Дифтонг ευ- передают то через Ев-, то через Эв- (Еврипид и Эврипид)[15].

Наиболее распространённым является подход, при котором после определения корня слова через его косвенный падеж в мужском роде окончание (например, -ес, -ос) отбрасывается (нулевая флексия), а в женском роде к корню добавляется окончание женского рода, характерное для русского языка (например, -а). Если окончание в косвенном падеже оказывается -έως, то в русской транскрипции используют окончание -ей.
| Распространённые корни, встречающиеся в древнегреческих именах | Распространённые корни, встречающиеся в древнегреческих именах |
| Русская транскрипция корня                                     | Значение корня                                                 |
| -------------------------------------------------------------- | -------------------------------------------------------------- |
| Встречаются и в начале, и в конце имени                        |                                                                |
| -агор-                                                         | говорить                                                       |
| -анакс-, -анакт-                                               | владыка                                                        |
| -андр-                                                         | человек, муж                                                   |
| -арх(и)-                                                       | начальник                                                      |
| -дем-, -дам-                                                   | народ                                                          |
| -(г)ипп-                                                       | конь, лошадь                                                   |
| -крео(н)-                                                      | царь                                                           |
| -крин-, -крит-                                                 | судить, судья                                                  |
| -кл(ес)-, -клео-, -клит-                                       | слава                                                          |
| -ксен-                                                         | гость                                                          |
| -ник-                                                          | побеждать, победитель                                          |
| -страт-                                                        | войско                                                         |
| -фил-                                                          | любить                                                         |
| Встречаются преимущественно в начале имени                     |                                                                |
| алк-                                                           | сила                                                           |
| алекс-                                                         | защита                                                         |
| ант(и)-                                                        | вместо, против                                                 |
| арист-                                                         | лучший                                                         |
| (г)иер-                                                        | святой, священный                                              |
| ев-, эв-                                                       | хороший                                                        |
| еври-, эври-                                                   | широкий                                                        |
| исо-                                                           | равный                                                         |
| ифи-                                                           | сильный                                                        |
| калли-                                                         | красивый                                                       |
| левк-                                                          | белый                                                          |
| лик-                                                           | светлый или волчий                                             |
| лиси-                                                          | прекращать, разрушать                                          |
| метро-                                                         | мать, материнский                                              |
| нео-                                                           | новый, молодой                                                 |
| патро-                                                         | отец, отцовский                                                |
| пери-                                                          | со всех сторон                                                 |
| пиф-                                                           | убеждать                                                       |
| ксанф-, ксант-                                                 | рыжий                                                          |
| прахс-                                                         | дело                                                           |
| прот-                                                          | первый                                                         |
| тим-                                                           | почесть                                                        |
| поли-                                                          | много                                                          |
| фраси-                                                         | храбрый                                                        |
| хрис-                                                          | золотой                                                        |
| эпи-                                                           | после                                                          |
| аполло-, афино-, гермо-, геро-, гераклео-, зено-, дио-         | производные от имён божеств                                    |
| Окончания имён                                                 |                                                                |
| -анф, -ант                                                     | цвести                                                         |
| -бул                                                           | советовать                                                     |
| -ген, -гон                                                     | рождённый                                                      |
| -дор, -дот                                                     | дар                                                            |
| -дам(ант)                                                      | укротитель                                                     |
| -крат                                                          | власть                                                         |
| -лай                                                           | народ                                                          |
| -мах                                                           | борьба, война                                                  |
| -мед                                                           | мысль, забота                                                  |
| -сфен                                                          | сила                                                           |
| -фан                                                           | явленный, видный                                               |
| -фрон                                                          | разумный                                                       |